# Pineda de Gigüela
Pineda de Gigüela est une municipalité espagnole de la province de Cuenca, dans la région autonome de Castille-La Manche.